# SAMURAI CAPOEIRA
SAMURAI CAPOEIRA（サムライ カポエイラ）は、日本人カポエイラマスター（Mestre）によって創設された初めてのカポエイラ団体である。池村貴志と生徒によって2018年1月1日に設立し、東京・福岡を主要拠点として活動している。山口市、広島市にも支部がある。
代表の池村貴志は1995年からパーソナルトレーナーとして活躍する横手貞一朗の勧めでカポエイラの道を志し、現在は福岡県福岡市早良区に在住
福岡支部を立ち上げ、九州にカポエイラを広める活動を行っている。